# Młyniska (polana)
Młyniska – niewielka polana w dolnej części Doliny Strążyskiej w Tatrach Zachodnich. Znajduje się po zachodniej stronie Strążyskiego Potoku, po prawej stronie drogi z Zakopanego, która w tym miejscu mostkiem przekracza potok. Położona jest na wysokości ok. 910–930 m. Nazwa polany pochodzi prawdopodobnie od tego, że kiedyś w górnej części Doliny Strążyskiej wydobywano rudy metali i na tej polanie zapewne kruszono je kamieniami młyńskimi. Dawniej wchodziła w skład Hali Strążyskiej. W 1893 r. wybudowano na niej leśniczówkę. Leczone są w niej chore ptaki i inne dzikie zwierzęta.

## Szlaki turystyczne
szlak prowadzący z Zakopanego doliną do Polany Strążyskiej. Czas przejścia: 40 min, ↓ 35 min (z centrum Zakopanego 1:30 h).